# Marsa (Malta)
Marsa (in maltese Il-Marsa, dall'arabo ﻣﺮﺳـﺎ , marsa che significa "porto") è una città nel sud di Malta con una popolazione di 5 389 abitanti. I patroni di Marsa sono Maria Regina e la Sacra Trinità.
A Marsa è presente il Marsa Open Centre che è equivalente ai CPT italiani.